# John Viggo Jensen
John Viggo Jensen, født den 8. september 1935 og død den 11. oktober 2011, er en tidligere dansk atlet medlem af FIF Hillerød, Viking Rønne og Nyvest IF. Han blev dansk mester i tikamp 1958 og modtog samme år Hillerød Prisen af Hillerød Kommune.

## Danske mesterskaber
- Bronze 1964 Spydkast 61,95
- Bronze 1959 Spydkast 61,40
- Bronze 1958 Spydkast 60,38
- Guld 1958 Tikamp
- Bronze 1955 Længdespring 6,50
- Sølv 1953 Trespring 13,37

## Personlige rekorder
- Spydkast: 65,73 (1958)